# مارتي فلين
مارتي فلين (بالإنجليزية: Martin Flynn)‏ هو سياسي أمريكي، ولد في 18 سبتمبر 1975. حزبياً، نشط في الحزب الديمقراطي. وقد انتخب عضو مجلس نواب بنسيلفانيا.